# Cabrera

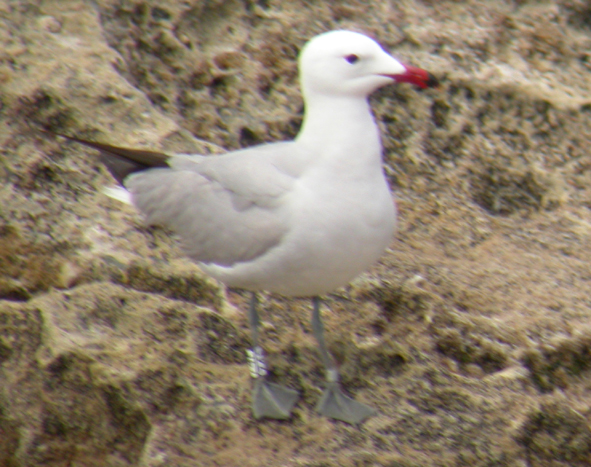
Pescaruș de Audouin

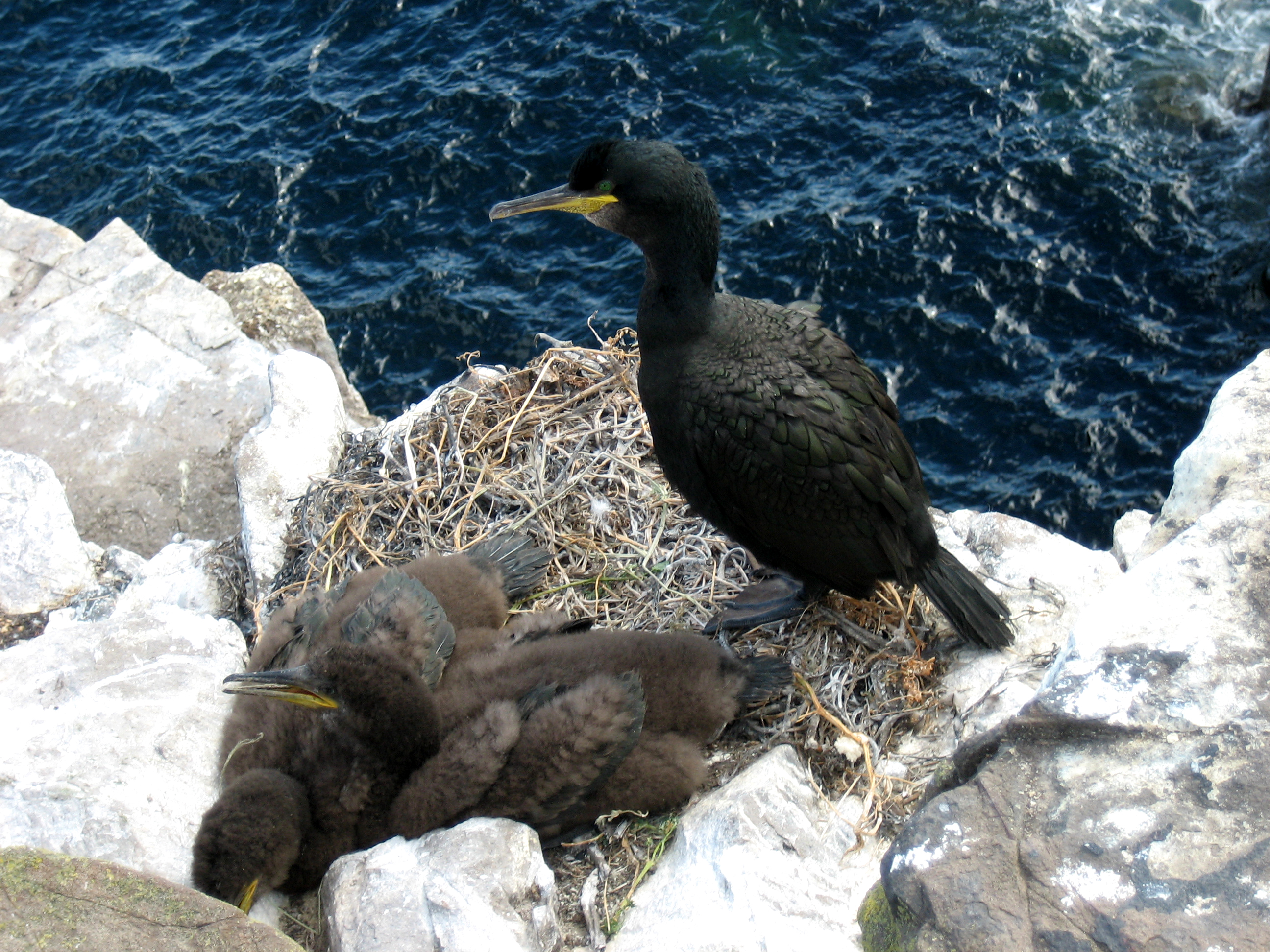
Cormoran cu moț

Insula Cabrera și micile stânci din apropiere au fost vizitate de principalele civilizații mediteraneene: feniciene, cartagineze, bizantine și romane.

## Istorie
În timpul secolelor XIII și XIV insula Cabrera și portul ei natural era utilizat de pirați și berberi ca bază de unde puteau ataca coastele insulei creștine Mallorca. Din acest motiv în secolul XIV, s-a construit un castel la intrarea în port.  Acest castel evita ca insula să se folosească ca bază de pirați și permitea o mai bună pază a apelor insulei Mallorca.
În 1808 izbucnește Războiul de Independență Spaniol. Soldații francezi care au fost făcuți prizonieri în bătălia de Bailen au sfârșit ca deținuți pe mica insulă Cabrera. În realitate nu exista nici un edificiu care se putea numi închisoare, captivitatea era chiar izolarea insulei. Acestă captivitate a terminat în 1814 când s-a semnat pacea. Datorită resurselor aproape inexistente din insulă și lipsei de ajutor din partea autoritaților din apropiată Insula Mallorca, jumătate au putut să supraviețuiască până la sfârșitul războiului și în memoria acestor prizonieri s-a ridicat un monolit pe insulă.
La sfârșitul secolului XIX insula Cabrera trece în proprietate privată. Proprietarii, familia Feliu, încearcă să cultive viță de vie pe insulă. Pentru asta au construit un beci de vinuri, care astăzi se folosește ca muzeu.
În 1916 arhipelagul este expropriat din strategii de apărare, de către guvernul spaniol. Se stabilește pe insulă o mică cazarmă. Insula se folosește până la transformarea în parc național ca poligon de tir. Prezența militară a protejat insula și mediul înconjurător de speculațiile imobiliare.
În martie 1991 a fost declarată ca Parc Național Maritim și Terestru.
Comunicarea cu exteriorul

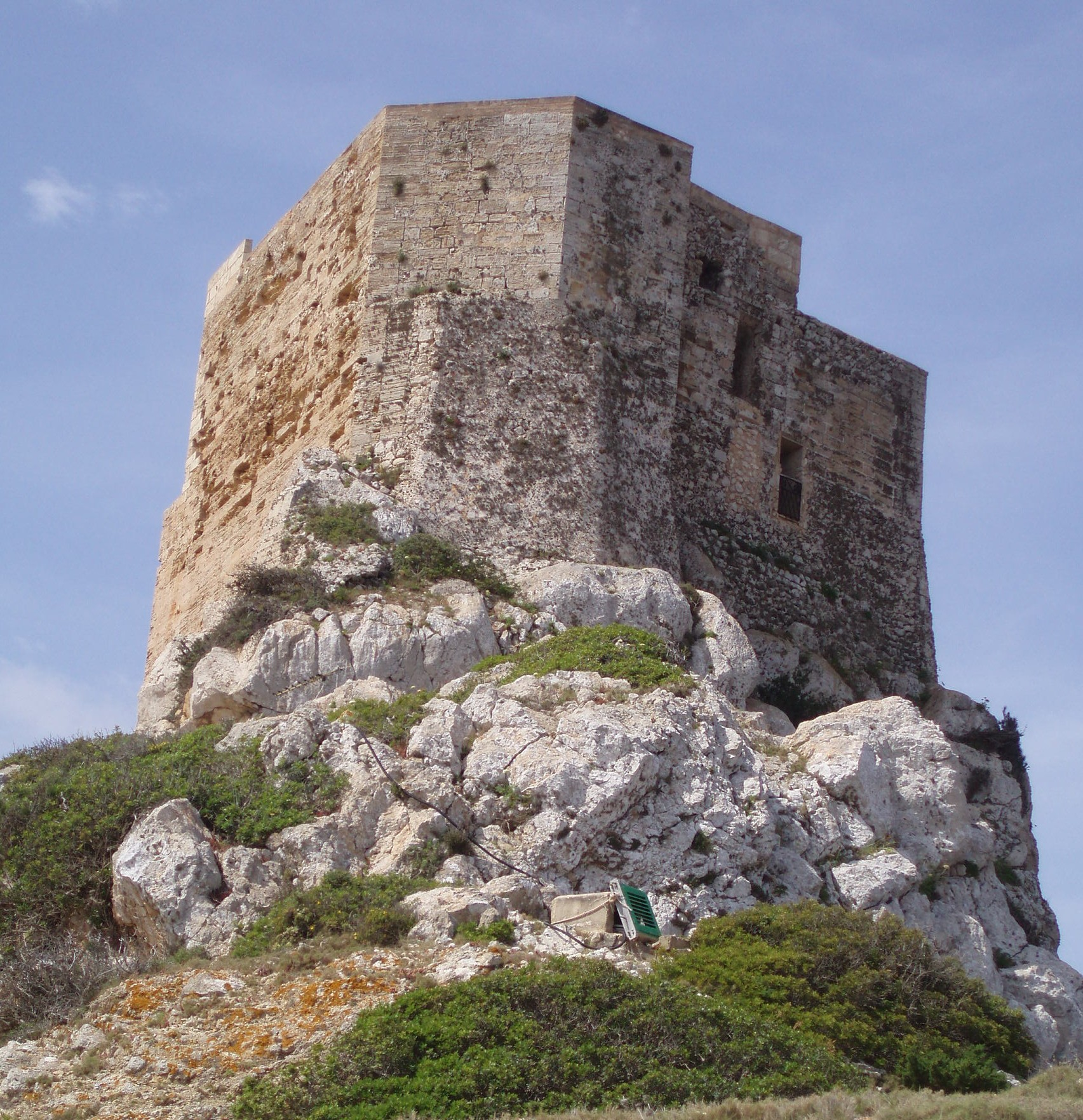
Castelul din Cabrera

Unica formă de a ajunge pe insula Cabrera este cu vaporul. Dar cum este parc național, accesul este limitat la un anumit numar de ambarcațiuni zilnice. Din portul cel mai apropiat din insula Mallorca Colonia de Sant Jordi ies in fiecare zi excursii cu ghid care permit o vizită pe insula Cabrera.